# Australopithecus prometheus
 Australopithecus prometheus  ist die Bezeichnung einer 1948 von Raymond Dart benannten Art der ausgestorbenen Gattung Australopithecus aus der Familie der Menschenaffen. Die zu dieser Art gestellten Fossilien wurden in der Fundstätte Makapansgat (Südafrika) entdeckt und später der bereits 1925 gleichfalls von Dart eingeführten – und damit bei der Namensgebung vorrangigen – Art Australopithecus africanus zugeführt.
Im Jahr 2015 wurde die Bezeichnung Australopithecus prometheus für eine zur gleichen Zeit wie Australopithecus africanus in Südafrika existierende Australopithecus-Art von einem internationalen Forscherteam aufgegriffen und im Zusammenhang mit einer Neudatierung des Fossils StW 573 („Little Foot“) als Artbezeichnung für diesen Fund vorgeschlagen. In den einschlägigen paläoanthropologischen Datenbanken ist dieser Artname bislang nicht als anerkanntes Taxon verzeichnet.

## Namensgebung
Die Bezeichnung der Gattung Australopithecus ist abgeleitet von lateinisch australis ‚südlich‘ und altgriechisch πίθηκος píthēkos, deutsch ‚Affe‘. Das Epitheton prometheus verweist auf die griechische Mythologie: Der Titan Prometheus brachte der Prometheus-Sage zufolge den Menschen das Feuer auf die Erde.
Raymond A. Dart wählte 1948 das Epitheton prometheus in der Annahme, das fossil aufgefundene Individuum habe zu einer Art gehört, die bereits das Feuer nutzte. Dies geschah in der irrigen Annahme, dass die Schwarzfärbung einiger seit 1925 in der Umgebung von Makapansgat entdeckter fossilen Tierknochen auf Hitzeeinwirkungen bei der Nahrungszubereitung durch Vormenschen zurückzuführen sei. Tatsächlich hatte sich die Färbung dieser Knochen aufgrund der Einwirkung von Mangandioxid in ihren Fundschichten – also ohne Zutun eines Lebewesens – verändert. Spuren von Kohlenstoff am Fundort des Fossils waren vermutlich Überreste von Sprengungen im Zusammenhang mit dem Kalkstein-Abbau.

## Historisches
Fundstelle war eine Abraumhalde, die seit Anfang des 20. Jahrhunderts beim Abbau von Kalkstein in der Höhle Makapansgat, rund 20 Kilometer nordöstlich von Potgietersrus (heute: Mokopane), entstanden war. In einem umfangreichen, 24 Druckseiten langen Fachartikel im American Journal of Physical Anthropology begründete Raymond Dart 1948 seinen Entschluss, die im September 1947 von seinem Helfer James Kitching in einer Höhlen-Brekzie entdeckten Fragmente eines fossilen Hinterhauptbeins (Archivnummer MLD 1) als Holotypus einer weiteren Australopithecus-Art auszuweisen und nicht zu Australopithecus africanus zu stellen. Dart verwies in seiner Begründung auf drei ihm wesentlich erscheinende Argumente: Zum einen stamme das Makapansgat-Fossil – laut biostratigraphischen Befunden – aus einem anderen Fundhorizont als das Kind von Taung, der Holotypus von Australopithecus africanus. Zum anderen seien die Suturen, die das Hinterhauptbein umfassen, „größer“ als beim Kind von Taung. Hinzu kam die Vermutung, Australopithecus prometheus habe größeres Wild („bigger game“) gejagt und eine abwechslungsreichere Nahrung verzehrt („a more varied dietary“).
Die zusammengefügten Fragmente ermöglichten – erstmals bei einem ausgewachsenen Australopithecus – eine fast vollständige Rekonstruktion der Rückseite seines Schädels; dies war insofern bedeutsam, als sich im Verlauf der Stammesgeschichte des Menschen durch die Vergrößerung des Großhirns besonders der rückwärtige Bereich des Schädels aufgrund der Zunahme des Hirnvolumens erheblich vergrößert hat. Die Dicke der Schädelknochen von Australopithecus prometheus (6 bis 13 mm) liegt laut Erstbeschreibung zwischen jener der stammesgeschichtlich älteren Schimpansen (4 bis 7 mm) und jener des stammesgeschichtlich jüngeren Peking-Menschen (= Homo erectus, 8 bis 15 mm).
Aufgrund des weitgehend erhaltenen Hinterhauptbeins wurde erstmals auch ein Vergleich der Gehirngröße von Australopithecus mit der eines Schimpansen möglich: Demnach beträgt die Fläche unter dem Hinterhauptbein bei Australopithecus 5030 mm², beim männlichen Schimpansen hingegen nur 864 mm².
Weitere anatomische Merkmale deuteten unter anderem darauf hin, dass der Kopf von Australopithecus über der Wirbelsäule getragen wurde, („improved balancing of the head upon the vertebral column“) was für eine bereits fortgeschrittene Fähigkeit zum zweibeinigen Laufen hinweist.
Aufgrund der Funde von Makapansgat publizierte Dart in den 1950er-Jahren eine – inzwischen widerlegte – Hypothese zur Nutzung von Knochen, Zähnen und Hörnern durch Australopithecus prometheus zur Jagd, genannt Osteodontokeratische Kultur.

## Wiederbelebung des Artnamens

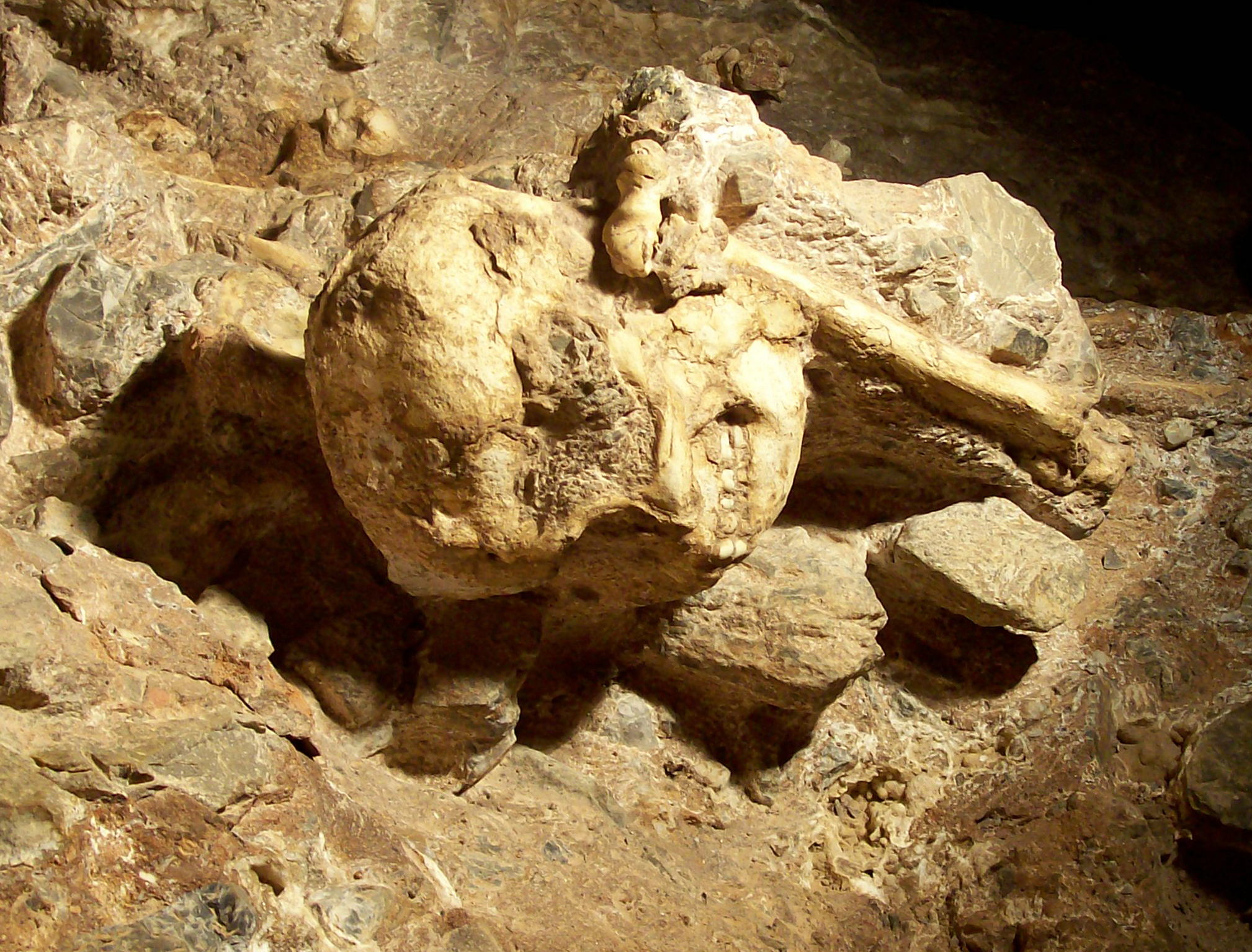
Der Schädel von „Little Foot“ am Fundort im Jahr 2006

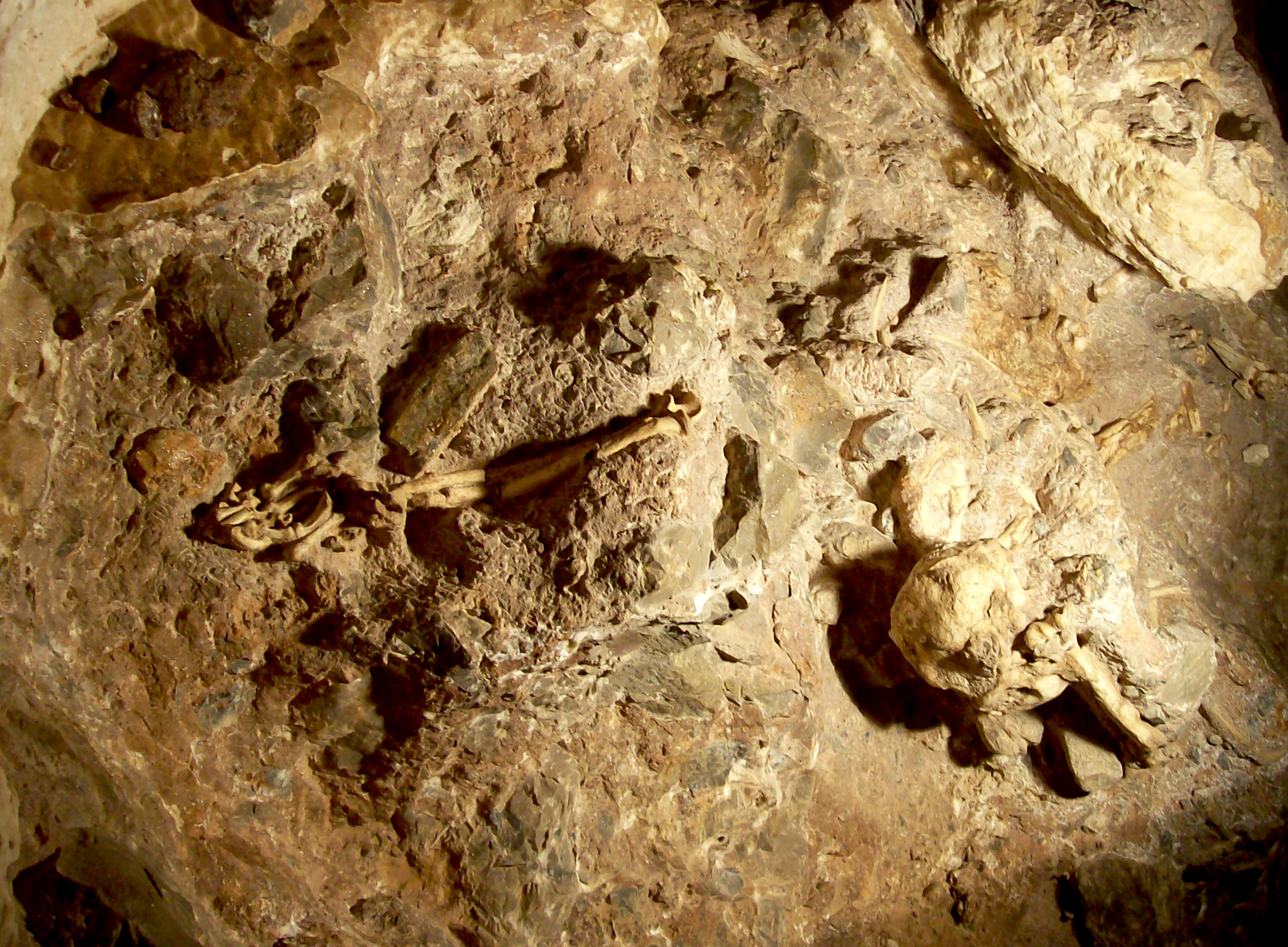
Blick über den Fundort im November 2006

Im Jahr 2015 veröffentlichte ein internationales Forscherteam um Ronald J. Clarke eine Überprüfung der Datierung von archäologischen und paläoanthropologischen Funden im Gebiet von Sterkfontein, darunter das Fossil StW 573 („Little Foot“), das ungewöhnlich vollständig erhalten geblieben ist. Bereits in dessen erster Beschreibung im Jahr 1995 hatte Clarke erwähnt, dass das Fossil entweder zu Australopithecus africanus oder zu einer zweiten Art gehöre. 2008 legte Clarke sich dann fest: Little Foot weise zahlreiche Merkmale auf, die ihn sowohl von Australopithecus africanus als auch von Australopithecus afarensis unterscheiden; deshalb ordnete er nunmehr das Fossil einer zweiten, in Südafrika neben Australopithecus africanus lebenden, noch aber unbenannten Art zu. Im Zusammenhang mit der Beschreibung der genauen Vorgehensweise bei der Überprüfung von früheren Datierungen im Gebiet von Sterkfontein wurde im Jahr 2015 dann – ohne Begründung – erwähnt, dass Little Foot zur fossilen Art Australopithecus prometheus gehöre, da das Fossil „sehr unterschiedliche“ („very different“) Merkmale im Vergleich zu Australopithecus africanus aufweise. In einer Serie von Fachaufsätzen, in denen das Fossil StW 573 Ende 2018 erstmals detailliert beschrieben wurde, behielten die Autoren den Artnamen bei.
Gegen dessen Reaktivierung wurde kurz darauf eingewandt, aufgrund formaler Mängel bei seiner Erstbeschreibung habe es sich von Beginn an um einen ungültigen Artnamen gehandelt (Nomen nudum), so dass für seine erneute Nutzung ein neuer Holotypus festgelegt werden müsse. Begründet wurde die unterstellte Ungültigkeit des Artnamens und die daraus abgeleitete Zurückweisung von dessen Wiederbelebung unter Hinweis auf Artikel 11 und 13 der internationalen Regeln für die Zoologische Nomenklatur: Die Bezeichnung Australopithecus prometheus sei 1948 ohne genaue Beschreibung und daher ohne genaue Definition des so benannten Taxons eingeführt worden; alle drei von Raymond Dart 1948 in seiner Diagnose angeführten, hauptsächlichen Merkmale des Holotypus seien untauglich gewesen, zur Definition der Art und zu ihrer Abgrenzung gegenüber Australopithecus africanus beizutragen. Das Hinterhauptbein eigne sich nicht zur gegenseitigen Abgrenzung der Australopithecus-Arten, es eigne sich vielmehr zur Abgrenzung der gesamten Gattung Australopithecus von anderen homininen Gattungen. Die beiden anderen Merkmale seien bloße – später widerlegte – Mutmaßungen gewesen und selbst dann, wenn sie sich als zutreffend erwiesen hätten, keine Maßstäbe für andere Fossilien. Dart selbst habe überdies ab 1962 die Bezeichnung Australopithecus prometheus nicht mehr benutzt und die u. a. von John Talbot Robinson nahegelegte Zuordnung der prometheus-Fossilien zu Australopithecus africanus akzeptiert. Ronald Clarke verteidigte seine Namenswahl.

## Belege
1. 1 2  Raymond A. Dart: The Makapansgat proto-human Australopithecus prometheus. In: American Journal of Physical Anthropology. Band 6, Nr. 3, 1948, S. 259–283, doi:10.1002/ajpa.1330060304
2. ↑  Raymond A. Dart: Australopithecus africanus: The man-ape of South Africa. In: Nature. Band 115, 1925, S. 195–199, doi:10.1038/115195a0, Volltext (PDF; 456 kB). (Memento vom 27. Februar 2012 im Internet Archive)
3. ↑  Ronald J. Clarke, Phillip Tobias: Sterkfontein member 2 foot bones of the oldest South African hominid. In: Science. Band 269, 1995, S. 521–524, doi:10.1126/science.7624772
4. 1 2  Darryl E. Granger et al.: New cosmogenic burial ages for Sterkfontein Member 2 Australopithecus and Member 5 Oldowan. In: Nature. Band 522, Nr. 7554, 2015, S. 85–88, doi:10.1038/nature14268
5. ↑  New cosmogenic burial ages for SA's Little Foot fossil and Oldowan artefacts. Auf: eurekalert.org vom 1. April 2015
6. ↑  Die Global Biodiversity Information Facility und die Datenbank der Yale-University führen Australopithecus prometheus weiterhin als „Synonym of Australopithecus africanus“, im Catalogue of Life: 28th April 2016 sowie in der Paleobiology Database fehlt ein Eintrag.
7. ↑  Friedemann Schrenk: Die Frühzeit des Menschen. Der Weg zum Homo sapiens (= C.H.Beck Wissen. Band 2059). 1. Auflage. C. H. Beck, München 2008, ISBN 3-406-41059-6, S. 36 (in späteren Auflagen S. 37).
8. ↑  Kenneth Page Oakley: The earliest fire-makers. In: Antiquity. Band 30, Nr. 118, 1956, S. 102–107, doi:10.1017/S0003598X00028313
9. ↑  Charles Kimberlin Brain: Fifty Years of Fun with Fossils: Some Cave Taphonomy-Related Ideas and Concepts that Emerged between 1953 and 2003. Kapitel 1 in: Travis Rayne Pickering, Kathy Schick und Nicholas Toth (Hrsg.): Breathing Live into Fossils. Taphonomic Studies in Honor of C.K. (Bob) Brain. Stone Age Institute, 2004, S. 3 (Volltext).
10. ↑  R. Dart, The Makapansgat proto-human Australopithecus prometheus, 1948, S. 260.
11. ↑  R. Dart, The Makapansgat proto-human Australopithecus prometheus, 1948, S. 263.
12. ↑  Ron J. Clarke: Latest information on Sterkfontein’s Australopithecus skeleton and a new look at Australopithecus. In: South African Journal of Science. Band 104, 2008, S. 443–449, Volltext (PDF)
13. ↑  Lee R. Berger und John Hawks: Australopithecus prometheus is a nomen nudum. In: American Journal of Physical Anthropology. Band 168, Nr. 2, 2019, S. 383–387, doi:10.1002/ajpa.23743
14. ↑  Raymond A. Dart: The Makapansgat pink breccia australopithecine skull. In: American Journal of Physical Anthropology. Band 20, Nr. 2, 1962, S. 119–126, doi:10.1002/ajpa.1330200212
15. ↑  Ronald J. Clarke: Australopithecus prometheus was validly named on MLD 1. In: American Journal of Physical Anthropology. Band 170, Nr. 4, 2019, S. 479–481, doi:10.1002/ajpa.23892.
 John Hawks und Lee R. Berger: Reply to Clarke, „Australopithecus prometheus was validly named on MLD 1“. In: American Journal of Physical Anthropology. Band 170, Nr. 4, 2019, S. 482–483, doi:10.1002/ajpa.23927.